# Regionalwahl in Sardinien 1994
Die Regionalwahl in Sardinien 1994 fand am 12. und 26. Juni statt. Gewählt wurden 80 Abgeordnete zum Regionalrat.
Der Präsident und die Mitglieder des Regionalausschusses (Giunta regionale) wurden vom Regionalrat aus den Reihen seiner Mitglieder gewählt.

## Liste der Präsidenten
Präsident des Regionalausschusses während der XI. Legislaturperiode (1994–1999): Federico Palomba (Progressisti).

## Wahlergebnis
| Regionallisten                           | Regionallisten            | 2. Wahlgang | 2. Wahlgang | 1. Wahlgang | 1. Wahlgang | Listen                             | Stimmen | %    | Mandate |
| Regionallisten                           | Regionallisten            | Stimmen     | %           | Stimmen     | %           | Listen                             | Stimmen | %    | Mandate |
| ---------------------------------------- | ------------------------- | ----------- | ----------- | ----------- | ----------- | ---------------------------------- | ------- | ---- | ------- |
|                                          | Progressisti Sardi        | 259.485     | 38,2        | 289.718     | 33,3        | Partito Democratico della Sinistra | 168.062 | 18,1 | 13      |
| Partito della Rifondazione Comunista     | Progressisti Sardi        | 259.485     | 38,2        | 289.718     | 33,3        | 55.156                             | 6,0     | 4    |         |
| Lista Sardegna – Federazione Democratica | Progressisti Sardi        | 259.485     | 38,2        | 289.718     | 33,3        | 48.404                             | 5,2     | 4    |         |
| Alleanza Democratica – Verdi             | Progressisti Sardi        | 259.485     | 38,2        | 289.718     | 33,3        | 26.969                             | 2,9     | –    |         |
| Mandate der Listengruppe                 | Progressisti Sardi        | 259.485     | 38,2        | 289.718     | 33,3        | –                                  | –       | 8    |         |
| ↳ Gesamt                                 | Progressisti Sardi        | 259.485     | 38,2        | 289.718     | 33,3        | 298.591                            | 32,2    | 29   |         |
|                                          | Polo per la Sardegna      | 265.131     | 39,1        | 248.145     | 28,5        | Forza Italia                       | 194.665 | 21,0 | 14      |
| Alleanza Nazionale                       | Polo per la Sardegna      | 265.131     | 39,1        | 248.145     | 28,5        | 102.594                            | 11,1    | 8    |         |
| Centro Cristiano Democratico             | Polo per la Sardegna      | 265.131     | 39,1        | 248.145     | 28,5        | 14.240                             | 1,5     | –    |         |
| Mandate der Listengruppe                 | Polo per la Sardegna      | 265.131     | 39,1        | 248.145     | 28,5        | –                                  | –       | 6    |         |
| ↳ Gesamt                                 | Polo per la Sardegna      | 265.131     | 39,1        | 248.145     | 28,5        | 311.499                            | 33,6    | 28   |         |
|                                          | Partito Popolare Italiano | 133.286     | 19,6        | 140.588     | 16,2        | Partito Popolare Italiano          | 149.725 | 16,2 | 11      |
| Partito Repubblicano Italiano            | Partito Popolare Italiano | 133.286     | 19,6        | 140.588     | 16,2        | 8.467                              | 0,9     | –    |         |
| Mandate der Listengruppe                 | Partito Popolare Italiano | 133.286     | 19,6        | 140.588     | 16,2        | –                                  | –       | 2    |         |
| ↳ Gesamt                                 | Partito Popolare Italiano | 133.286     | 19,6        | 140.588     | 16,2        | 158.192                            | 17,1    | 13   |         |
|                                          | Patto Segni               |             |             | 129.761     | 14,9        | Patto Segni                        | 85.721  | 9,2  | 6       |
|                                          | Partito Sardo d’Azione    |             |             | 59.277      | 6,8         | Partito Sardo d’Azione             | 47.000  | 5,1  | 4       |
|                                          | Sardigna Natzione         |             |             | 23.368      | 2,7         | Sardigna Natzione                  | 10.984  | 1,2  | –       |
| Movimento Autonomo Sardo                 | Sardigna Natzione         | 8.106       | 0,9         | 23.368      | 2,7         | –                                  |         |      |         |
| Sardegna in Europa                       | Sardigna Natzione         | 3.526       | 0,4         | 23.368      | 2,7         | –                                  |         |      |         |
| Lega Sarda                               | Sardigna Natzione         | 2.041       | 0,2         | 23.368      | 2,7         | –                                  |         |      |         |
| Lega Sardegna                            | Sardigna Natzione         | 1.092       | 0,1         | 23.368      | 2,7         | –                                  |         |      |         |
| ↳ Gesamt                                 | Sardigna Natzione         | 25.749      | 2,8         | 23.368      | 2,7         | –                                  |         |      |         |
| Gesamt                                   | Gesamt                    | 678.451     | 100         | 870.308     | 100         |                                    | 926.752 | 100  | 80      |